# Liste der Brixner Domprediger

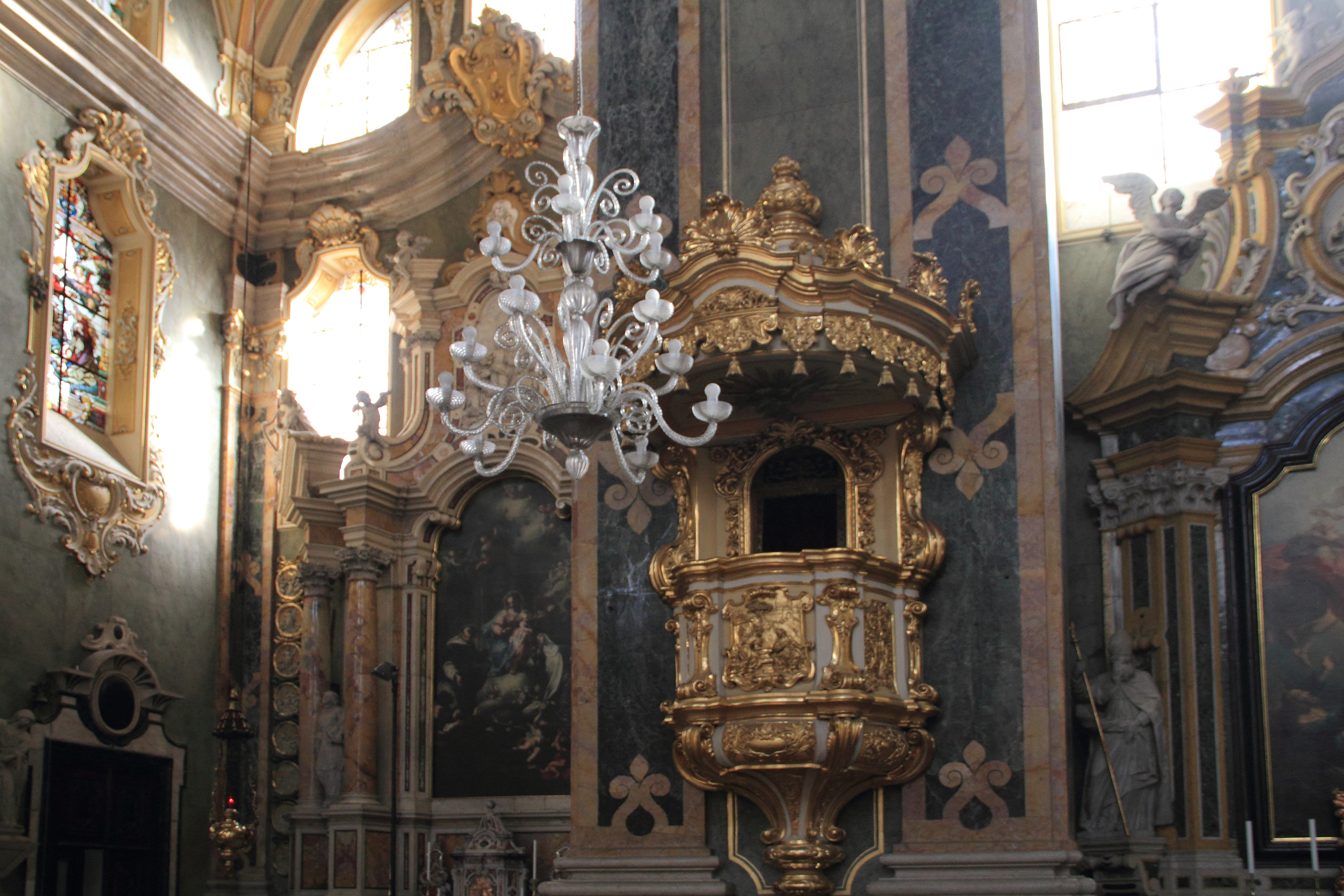
Kanzel im Brixner Dom mit der Darstellung Jesu mit der Samariterin am Jakobsbrunnen (Joh 4,5-26 EU), geschaffen von dem Brixner Bildhauer Josef Wieser. Sie zeigt das Relief

Am Brixner Dom wurde erstmals um 1441 eine Stelle des Dompredigers gestiftet.
Als Domprediger waren in Brixen tätig:
| Name                                           | von     | bis                                                                    |  |
| ---------------------------------------------- | ------- | ---------------------------------------------------------------------- |  |
|                                                |         |                                                                        |  |
| Johannes Nas OFM                               | 1571    | 1572                                                                   |  |
|                                                |         |                                                                        |  |
| Philipp Tallmann                               | um 1702 |                                                                        |  |
| Johann Baptist Platzer                         | um 1707 |                                                                        |  |
|                                                |         |                                                                        |  |
| Thomas Villanova Gerster OFMCap * 1869; † 1940 | um 1900 | ? (Guardian in Brixen, 20 Jahre Beichtvater von Bischof Simon Aichner) |  |